# Thomas Edward Lawrence
Thomas Edward Lawrence, más conocido como T. E. Lawrence o Lawrence de Arabia (Tremadog, Gales; 16 de agosto de 1888-Bovington Camp, Dorset, Inglaterra; 19 de mayo de 1935), fue un militar, arqueólogo y escritor británico que fue oficial del Ejército británico durante la Primera Guerra Mundial, en la que desempeñó un notable papel como enlace durante la rebelión árabe contra el dominio otomano. Su libro autobiográfico Los siete pilares de la sabiduría (1926) y la repercusión del relato sensacionalista de Lowell Thomas promocionaron su fama internacional como «Lawrence de Arabia», sobrenombre que dio título a la película de 1962, que llegaría a sustituir a la persona por el personaje, o como lo definió Robert Graves «una personalidad de complejidad exasperante».

## Biografía

### Infancia y juventud

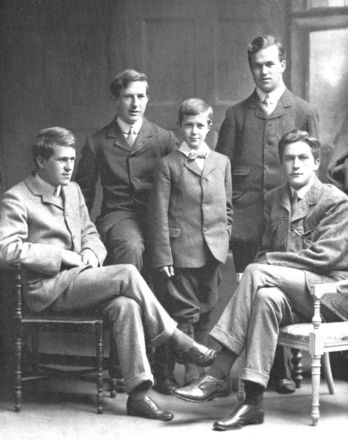
Los hermanos Lawrence en 1910, Thomas Edward es el primero por la izquierda.

Thomas Edward Lawrence nació en Tremadoc, Gales. Era hijo ilegítimo de Thomas Robert Tighe Chapman, aristócrata terrateniente anglo-irlandés que abandonó a su mujer y a sus cuatro hijas para unirse a Sarah Junner (también Sarah Lawrence), institutriz de las niñas que por su educación era escocesa pero por su raíces era en parte inglesa y en parte escandinava. Thomas Edward fue el segundo de los cinco hijos de la nueva pareja. Durante la infancia de estos, la familia se trasladó varias veces de domicilio entre Irlanda, Gales, Escocia y Francia, terminando esa vida nómada en Oxford, donde la familia se asentó definitivamente en 1896. En el verano de ese año, Thomas Edward entró en la Oxford City High School, donde estudió hasta graduarse en el verano de 1907. Su interés por la historia medieval, por las Cruzadas y la arqueología se remonta a su época de colegial y a las excursiones a pie y en bicicleta con su padre y hermanos para visitar castillos y sitios arqueológicos. En las vacaciones escolares de 1906 y 1907 hizo extensos viajes en bicicleta por Francia, durante los que se fraguó su plan de estudiar la arquitectura militar de las Cruzadas.
En el décimo mes del año de 1907, se matriculó en el Jesus College de la Universidad de Oxford con una pequeña beca. Animado por David George Hogarth, arqueólogo especialista en Oriente Medio y director del Ashmolean Museum de Oxford, emprendió en el verano de 1909 su primer viaje a Oriente Medio, que le llevó —casi siempre a pie— desde el norte de Palestina, por la costa del Líbano y parte de Siria occidental, hasta la región del Éufrates. El principal objetivo del viaje era recoger material para su tesis sobre la arquitectura militar de las Cruzadas, que presentó en 1910 con el título The influence of the Crusades on European military architecture, publicada después de su muerte con el título de Crusader Castles.
En otoño de 1910, Lawrence fue invitado por su mentor Hogarth a unirse a la expedición arqueológica que el Museo Británico había organizado para trabajar en los yacimientos hititas de Karkemish, a orillas del Éufrates. Durante varias temporadas de excavaciones bajo la dirección de Leonard Woolley, entre 1910 y 1914, Lawrence confirmó su afición por la arqueología pero también amplió sus conocimientos de la lengua y la cultura árabes y descubrió su interés por los problemas histórico-políticos de la región. A ello contribuyó seguramente la relación de afecto y amistad con Dahum, un joven peón de los que trabajaban en las excavaciones.
A comienzos de 1914, y de acuerdo con el Museo Británico, Woolley y Lawrence fueron enviados por el Fondo para la Exploración de Palestina a la península del Sinaí, donde debían unirse a la expedición del capitán Stewart Newcombe. La función de los arqueólogos era dar una apariencia académica a lo que en realidad era un estudio topográfico de carácter militar. En marzo de 1914, Lawrence estaba de vuelta en Karkemish, donde empezó a redactar el informe para el Palestine Exploration Fund, titulado The Wilderness of Zin, que terminó en Oxford entre junio y septiembre de ese año.

### La Primera Guerra Mundial

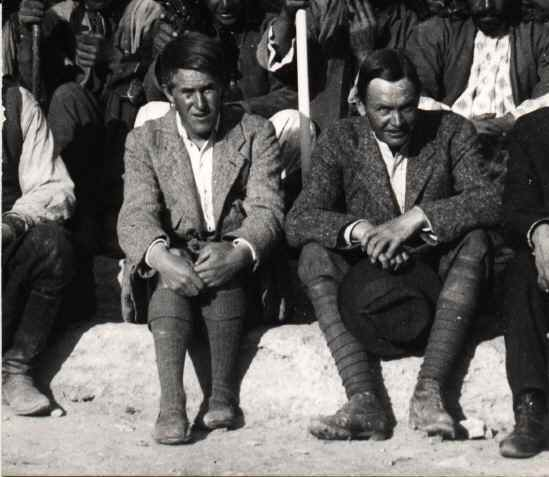
Leonard Woolley (derecha) y T. E. Lawrence en Karkemish, Siria (1913).

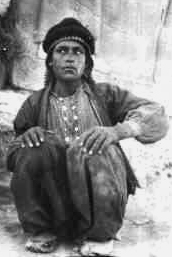
Dahum, al que Lawrence conoció y protegió en Karkemish.

Al estallar la Primera Guerra Mundial, y tras la declaración de guerra del Reino Unido a Alemania el 4 de agosto de 1914, Lawrence se presentó inmediatamente como voluntario, pero no fue admitido hasta octubre en la Geographical Section of the General Staff (GSGS), en Londres, primero como civil y más tarde como segundo teniente-intérprete (2nd Lieutenant-Interpreter). En diciembre fue destinado a El Cairo cuando el Reino Unido acababa de declarar la guerra al Imperio otomano y Egipto había sido proclamado protectorado británico. Allí entró a formar parte con Newcombe y Woolley, entre otros, del recién formado Departamento de Inteligencia Militar. Su trabajo consistía en hacer mapas y en recoger e interpretar información de diversas fuentes. El Departamento participaba asimismo en diseñar las estrategias de tipo político a seguir en la región, que en esa primavera de 1915 aún no estaban definidas del todo pero que iban claramente en el sentido de una partición del Imperio otomano al final de la guerra. Por un lado estaba Francia con su interés declarado por Siria, por el otro Rusia con sus pretensiones sobre los Dardanelos y Constantinopla, mientras el Reino Unido aspiraba a Mesopotamia y el puerto de Alejandreta. Y aunque ya en esta fecha temprana eran evidentes las diferencias que existían entre los aliados sobre el futuro del Imperio otomano, franceses y británicos estaban de acuerdo en la necesidad de avivar la subversión de las provincias árabes. Su futuro era el problema candente.
En abril de 1916 llegó a una crisis la campaña iniciada en Mesopotamia por el mando británico para proteger los intereses británicos en el golfo Pérsico. El ejército británico, bajo el mando del general Townshend, quedó atrapado en Kut al-Amara (Irak), donde los otomanos exigían su rendición incondicional. Lawrence fue enviado desde El Cairo en misión secreta para conseguir mediante un soborno de un millón de libras esterlinas que el comandante de las fuerzas otomanas, Jalil Pachá, levantara el sitio y permitiera la retirada de Townshend y sus tropas. Tras fracasar en este empeño Lawrence regresó a El Cairo.

### Rebelión árabe
A su vuelta a El Cairo en mayo de 1916, la cuestión de la rebelión árabe había alcanzado un punto crítico. Avisados de los planes de insurrección entre los militares de Siria, los turcos acababan de ejecutar a veintiún nacionalistas árabes en Damasco y estaban a punto de enviar tropas hacia el Hiyaz, el otro centro insurreccional en torno al jerife de La Meca, Husayn ibn Ali. La rebelión allí debía desencadenarse inmediatamente bajo peligro de ser sofocada rápidamente, y efectivamente se inició el 5 de junio contra todas las expectativas.
Los primeros meses de la rebelión fueron tan azarosos como los planes de apoyo por parte de los mandos británicos en El Cairo, ocupados en clarificar sus atribuciones y atentos a otra empresa prioritaria en la península de Sinaí, que debía abrir un nuevo frente contra los turcos al sur de Palestina. Cuando Lawrence, ya ascendido a capitán, llegó el 16 de octubre a Yida, en la costa del mar Rojo, acompañando como observador al enviado británico Ronald Storrs en visita al jerife Husayn, encontró una situación preocupante con las fuerzas rebeldes descoordinadas y la ayuda británica limitada a la primera línea costera. Su visita al campamento de Faysal, el tercer hijo del jerife, fue decisiva. En este hombre de 31 años, culto y ascético, encontró un personaje congenial con capacidad de liderazgo, convencido como él de que la rebelión árabe podía triunfar y llevar al establecimiento de un estado árabe independiente y soberano con capital en Damasco. Lawrence volvió a El Cairo lleno de entusiasmo por la causa árabe, y con característica tenacidad logró que a finales de noviembre le destinaran como «enlace temporal» al ejército irregular de Faysal, acampado en Yenbo.
Al dar este paso, Lawrence ya conocía las promesas que desde El Cairo se le habían hecho a Husayn en los primeros momentos de la guerra, asegurándole un estado panárabe independiente bajo su gobierno si unía sus fuerzas con los aliados contra los otomanos. Es lo que se conoce como «el compromiso McMahon» («MacMahon Pledge»). También sabía Lawrence que este compromiso quedaba anulado por el posterior acuerdo secreto suscrito por los plenipotenciarios británico y francés, Mark Sykes y Georges Picot, en mayo de 1916, y que definía las ambiciones territoriales del Reino Unido y Francia en Oriente Medio una vez vencido el Imperio Otomano. Sin embargo, Lawrence se embarcó en la aventura árabe con la convicción de que si lograba establecer a la insurrección árabe como un aliado de plena igualdad gracias a su eficacia, y los árabes llegaban a Damasco antes que sus aliados, conquistando así real y simbólicamente su independencia, el tratado de Sykes-Picot sería papel mojado.
Este razonamiento contradictorio y sin embargo válido es el que inspiró su intervención en el avance de las fuerzas irregulares de Faysal a lo largo de la costa del mar Rojo, con incursiones tierra adentro para atacar el ferrocarril del Hiyaz, esquivando las fortalezas turcas y levantando sucesivamente a las tribus de la zona en un brillante ejemplo de guerra de guerrillas.

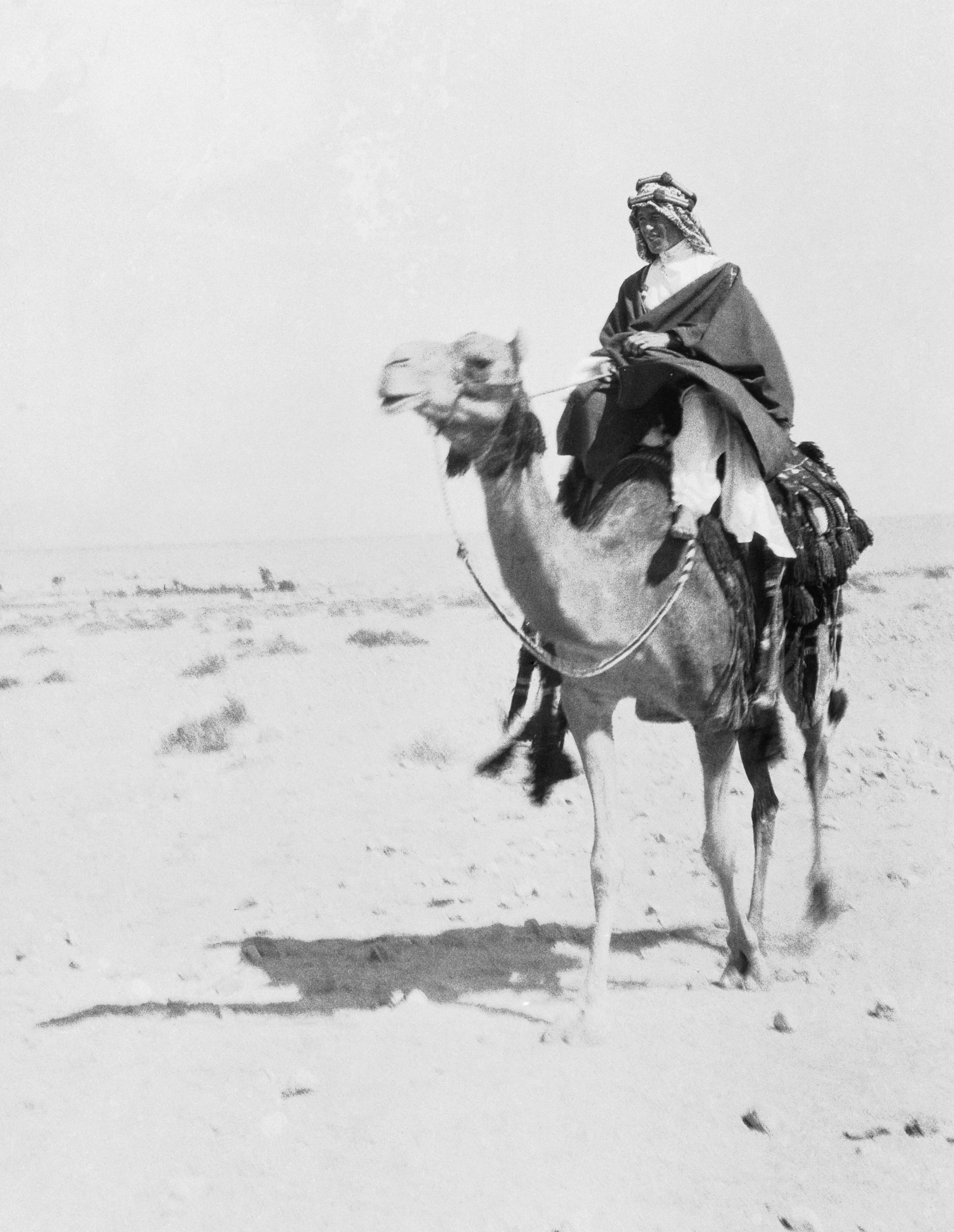
Lawrence en Aqaba, 1917

Con la toma por tierra del inexpugnable puerto de Aqaba, el 6 de julio de 1917, el ejército irregular de Faysal se situó de hecho en el flanco derecho del Ejército Expedicionario Egipcio comandado por el general Edmund Allenby. Lawrence no tardó mucho en convencer a Allenby de que los irregulares árabes apoyados por un incipiente ejército regular árabe eran los aliados imprescindibles para el planeado avance hacia Gaza, que cayó en octubre, y Jerusalén, que cayó en diciembre. Siria y su capital Damasco quedaban así al alcance de la mano.
El curso de la guerra en los frentes europeos y la salida de Rusia de la contienda a raíz de la Revolución bolchevique de octubre-noviembre de 1917 aceleraron también los acontecimientos en Oriente Medio. La revelación por los bolcheviques de los tratados secretos aliados, entre ellos el tratado Sykes-Picot, agravó el dilema moral de Lawrence, desgarrado entre su lealtad a los árabes y su lealtad a su patria, y acrecentó el estrés psicológico bajo el que actuaba y su desgaste físico. En ese invierno de 1917 a 1918 emprendió desde su base avanzada de Azrak, en el desierto sirio, algunas de sus acciones más arriesgadas en territorio enemigo, como el intento fallido de dinamitar el puente sobre el río Yarmuk (7 de noviembre), el ataque al tren en Minifir (12 de noviembre) o la incursión casi en solitario a Deraa (20 de noviembre). En esta ocasión Lawrence fue detenido por una patrulla de reclutamiento turca que no le reconoció a pesar de que estaba puesto un precio a su cabeza. Durante su detención fue salvajemente maltratado y violado, pero consiguió escapar con vida pudiendo así continuar con sus acciones, en las que se destaca su victoria en la batalla de Tafila (25 de enero de 1918) y su posterior participación en la decisiva y victoriosa batalla de Megiddo (19 de septiembre de 1918), que abrió las puertas a Damasco.  Aun así la experiencia fue traumática y tuvo consecuencias profundas y perdurables.
Cuando Lawrence entró triunfante en Damasco el 1 de octubre de 1918 en la avanzadilla del ejército irregular de Faysal no era el mismo que desembarcó en Yida en octubre de 1916. Profundamente desilusionado por las desavenencias y la lucha por el poder entre los aliados, asqueado por las atrocidades de la guerra de las que se sentía corresponsable y deprimido por las pérdidas personales sufridas durante la contienda, entre las que destacan la muerte en el campo de batalla, en Francia, de sus dos hermanos y la muerte de Dahum durante una epidemia probablemente en Karkemish, Lawrence pidió el relevo al general Allenby el 4 de octubre y abandonó Damasco rumbo al Reino Unido vía El Cairo.

### Conferencia de paz y Colonial Office
En enero de 1919 se iniciaba en París la conferencia de paz que daba por terminada la guerra y que culminaría con el Tratado de Versalles. Lawrence participó en ella como miembro de la delegación británica y como miembro de la delegación árabe encabezada por Faysal. La conferencia fue una gran decepción para Lawrence y Faysal, al ser sustituido el aborrecido acuerdo Sykes-Picot por otro aún más desfavorable para los intereses árabes, cerrado en diciembre de 1918 entre el primer ministro británico Lloyd George y el primer ministro francés Georges Clemenceau. Faysal abandonó ya en mayo la conferencia rumbo a su precaria capital Damasco sin haber recibido concesiones esenciales por parte de sus aliados. Lawrence se refugió en Oxford, donde su padre acababa de morir, y se sumergió en la redacción de la historia de la rebelión árabe que, con el título de Seven Pillars of Wisdom (Los siete pilares de la sabiduría), le ocuparía hasta su publicación en 1926. En su residencia del All Souls College, que le había concedido una beca de investigación para ese trabajo, o en Londres, donde un amigo le había prestado un pequeño apartamento en Barton Street, Lawrence se dedicó intensamente a escribir, mientras en Oriente Medio la situación se deterioraba a pasos agigantados. Aprovechando su enorme popularidad a raíz de la conferencia de paz y las charlas-espectáculo en teatros londinenses del periodista americano Lowell Thomas sobre su persona y sus hazañas en Arabia, Lawrence publicó varios artículos en The Times, Daily Express y The Observer criticando duramente la política del gobierno británico en Oriente Medio. Cuando este puso en manos de Winston Churchill —entonces aún ministro de guerra— el Colonial Office para que creara en él un departamento del próximo oriente, Churchill pidió la colaboración de Lawrence. Desde febrero de 1921 a febrero de 1922, Lawrence actuó como asesor en asuntos árabes (Adviser in Arabian affairs) con el pleno respaldo de Churchill para resolver definitivamente la embrollada situación en la zona, «dejando a un lado todas las cuestiones de acuerdos y promesas, cumplidos o traicionados», en palabras de Lawrence, e iniciando una etapa nueva de negociación. En la Conferencia de El Cairo, celebrada en marzo con todos los agentes implicados, se decidió establecer en la zona de mandato británico a Feysal en Mesopotamia, en un nuevo reino de Irak, y a Abdullah, otro de los hijos del jerife Husayn, como emir de Transjordania. El intento de ganar al jerife de La Meca, ya rey del Hiyaz, para estos acuerdos fracasó a pesar de que Lawrence viajó a Yida para convencerle.
Con la conciencia de haber logrado un acuerdo aceptable en Oriente Medio, cansado, casi enfermo por los constantes y agotadores viajes, y las penosas negociaciones, Lawrence regresó a Londres a finales de 1921. Para él el capítulo árabe estaba cerrado.

### Soldado raso y escritor
Al terminar su actividad en el Colonial Office en julio de 1922 Lawrence, que no había dejado de trabajar en su obra literaria sobre la campaña árabe, le dio el último empujón a su libro, empeñando en ello sus muy diezmadas fuerzas. En agosto, y con el beneplácito de Churchill y Hugh Trenchard, jefe de la Fuerza Aérea, Lawrence se alistó como soldado raso (aircraftman) en la Royal Air Force (RAF), la fuerza aérea británica, con el seudónimo de John Hume Ross. Su intención, en principio, era escribir un libro sobre esta rama aún joven y nueva. Para los que le conocían la decisión fue una sorpresa, unos la interpretaron como una huida desesperada, y otros como el intento de un nuevo comienzo en términos casi religiosos. Tras hacer un cursillo básico de instrucción para reclutas en el cuartel de Uxbridge, agotador para su estado físico y psíquico, pasó en noviembre a la Escuela de Fotografía de la RAF en Farnborough. Por indiscreciones diversas, el Daily Express londinense reveló su verdadera identidad en diciembre y, ante el escándalo que se produjo, fue expulsado de la RAF en enero de 1923.
Lawrence apeló a sus relaciones en las altas esferas políticas y militares para ser readmitido en la Fuerza Aérea. Efectivamente, poco después, en febrero de 1923, le permitieron alistarse de nuevo, pero no en la RAF como el quería, sino en el Tank Corps, unidad de carros de combate, bajo otro seudónimo, T. E. Shaw. En Bovington Camp, en Dorset, Lawrence pasó los dos años siguientes dedicado a cumplir con sus deberes en el cuartel, a escapadas a Clouds Hill, la casita rústica que había adquirido en la proximidad pensando en su vejez, y a excursiones con su moto Brough para visitar a amigos cercanos, como el venerado novelista Thomas Hardy. A pesar de las apariencias casi idílicas, la vida en Bovington Camp fue un calvario para Lawrence, como revelan las dramáticas cartas de esos años a sus amigos. Gracias a la intervención enérgica de amigos, como los escritores John Buchan o George Bernard Shaw, los altos mandos consintieron en readmitir a Lawrence en la RAF como era su deseo y le destinaron en agosto de 1925 a la Escuela de Cadetes de la RAF en Cranwell, siempre como soldado raso o aircraftman.

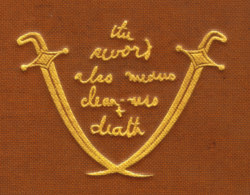
Adorno para la cubierta de Los siete pilares de la sabiduría.

En 1926, la inminente publicación de Los siete pilares de la sabiduría en una edición limitada para subscriptores, y la también inminente salida de una versión reducida de este libro (Revolt in the Desert) para el gran público, llevaron a Lawrence a pedir un destino fuera del Reino Unido para evitar así a sus superiores las consecuencias del revuelo mediático que se avecinaba. Desde principios de 1927 hasta enero de 1929 estuvo estacionado en la India, primero en Karachi y luego en Miranshah, un fortín remoto en el norte del país en la frontera con Afganistán. Empleado principalmente en tareas administrativas y con mucho tiempo libre, Lawrence se dedicó a seguir las vicisitudes de sus libros recién publicados, a redactar un primer borrador de lo que sería su segunda obra importante The Mint (El troquel), sobre sus experiencias como soldado raso, a traducir la Odisea del griego clásico al inglés y a escribir innumerables cartas, convirtiéndose en un verdadero maestro del género epistolar. El exilio indio terminó bruscamente cuando a raíz de ciertos movimientos revolucionarios en Afganistán el Daily Herald londinense publicó el 5 de enero de 1929 un sensacional artículo relacionando a Lawrence con los hechos. Las alarmadas autoridades anglo-indias insistieron en que el incómodo personaje debía abandonar inmediatamente el país.

### Los últimos años en la RAF y muerte
Gracias a Trenchard, y a pesar del revuelo sensacionalista de la prensa, Lawrence encontró a su vuelta en marzo de 1929 un refugio acogedor en la base de la RAF en Cattewater (Plymouth), donde se desarrollaban prototipos de lanchas rápidas para salvamento. Allí pasó cinco años en los que por fin pudo contribuir con su sentido práctico, su afición a las máquinas y los motores, y su pasión por la velocidad a un proyecto útil. La dicha duró hasta febrero de 1935, fecha en que terminaba su contrato con la RAF. Sin perspectivas ni planes de futuro concretos —sólo tenía 46 años— se retiró a Clouds Hill. Según todos los testigos —amigos, familiares, compañeros— el estado de ánimo de Lawrence era de desazón, tristeza y angustia ante la nueva fase de su vida, pero también tenía nuevos proyectos, como arreglar su casa de Clouds Hill o escribir una biografía del patriota irlandés sir Roger Casement. El 13 de mayo de 1935 Lawrence fue con su motocicleta Brough Superior SS100 a la oficina de correos de Bovington a enviar un telegrama. Al volver a Clouds Hill tuvo un accidente en la carretera y se golpeó fatalmente la cabeza. Estuvo seis días en coma en el hospital militar de Bovington Camp y falleció el 19 de mayo de 1935. El funeral se celebró en la tarde del 21 de mayo en la iglesia de Moreton, cerca de Clouds Hill, y a él asistieron antiguos compañeros de armas, personalidades políticas, artistas, escritores, oficiales y soldados del ejército y la RAF.

## Legado
La imagen del «Héroe del Imperio» y de «Lawrence de Arabia» se conservó sin fisuras muchos años después de su muerte, guardada celosamente por lo que se llamó el «Lawrence-Lobby». Sin embargo, la historia se hizo leyenda y la persona de Lawrence se difuminó y olvidó. En 1955, el escritor Richard Aldington publicó una biografía sobre Lawrence en la que demolía la leyenda piadosa y tachaba al «Liberador de Damasco» de mentiroso compulsivo, ambicioso y desequilibrado. Se iniciaba así un debate en torno a una leyenda nacional incontrovertida hasta entonces. En 1962, el éxito internacional de la película Lawrence de Arabia, dirigida por David Lean con guion del autor dramático Robert Bolt y con Peter O´Toole en el papel de Lawrence, dio un nuevo giro a la discusión al presentar a Lawrence como un ser humano complejo y vulnerable, no como un manipulador sino como un manipulado, no como un héroe de la Primera Guerra Mundial sino como una víctima de ella. Esta interpretación, afianzada y profundizada por las publicaciones posteriores de documentos reservados en archivos oficiales y de cartas desconocidas de Lawrence —entre ellas las muy reveladoras a su amiga y protectora Charlotte Shaw—, es la que se ha impuesto finalmente tanto entre los conocedores del tema como entre el gran público. Como decía el escritor francés André Malraux: «La vida de T. E. Lawrence es intensamente acusadora, no es ejemplar, no pretende serlo».